# Медисин-Гет
 Ме́дисин-Гет  (англ. Medicine Hat) — місто в провінції Альберта в Канаді, розташоване на точці влиття річок Севен-Персонс-крік (англ. Seven Persons Creek) і Росс-крік (англ. Ross Creek) у річку Південний Саскачеван (англ. South Saskatchewan River).
Населення: 61 097 (2009). Координати: 46°56′0″ пн. ш. 111°41′30″ зх. д. / 46.93333° пн. ш. 111.69167° зх. д.
Місто є центром видобутку природного газу.

## Галерея

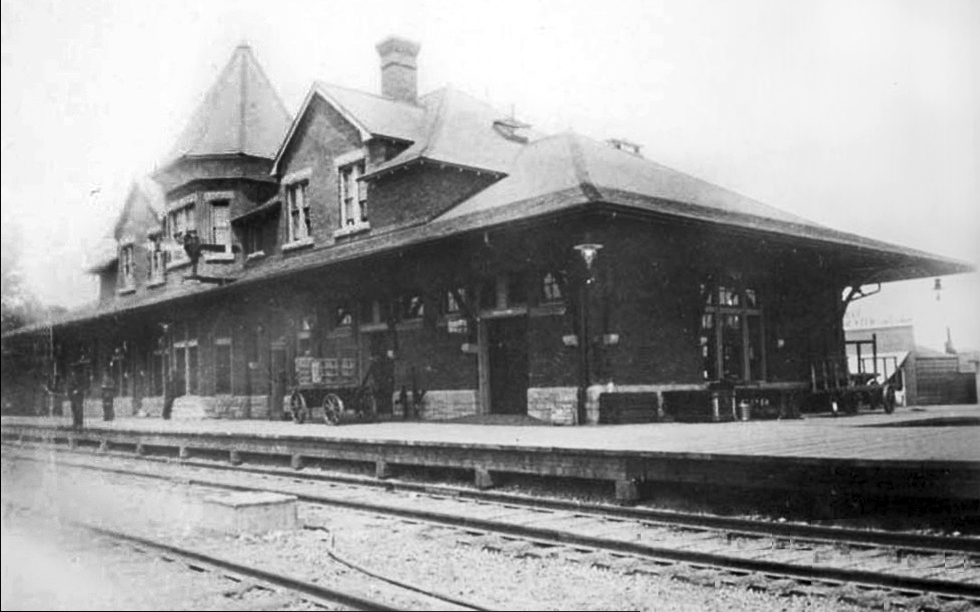
Залізнична станція (1906)
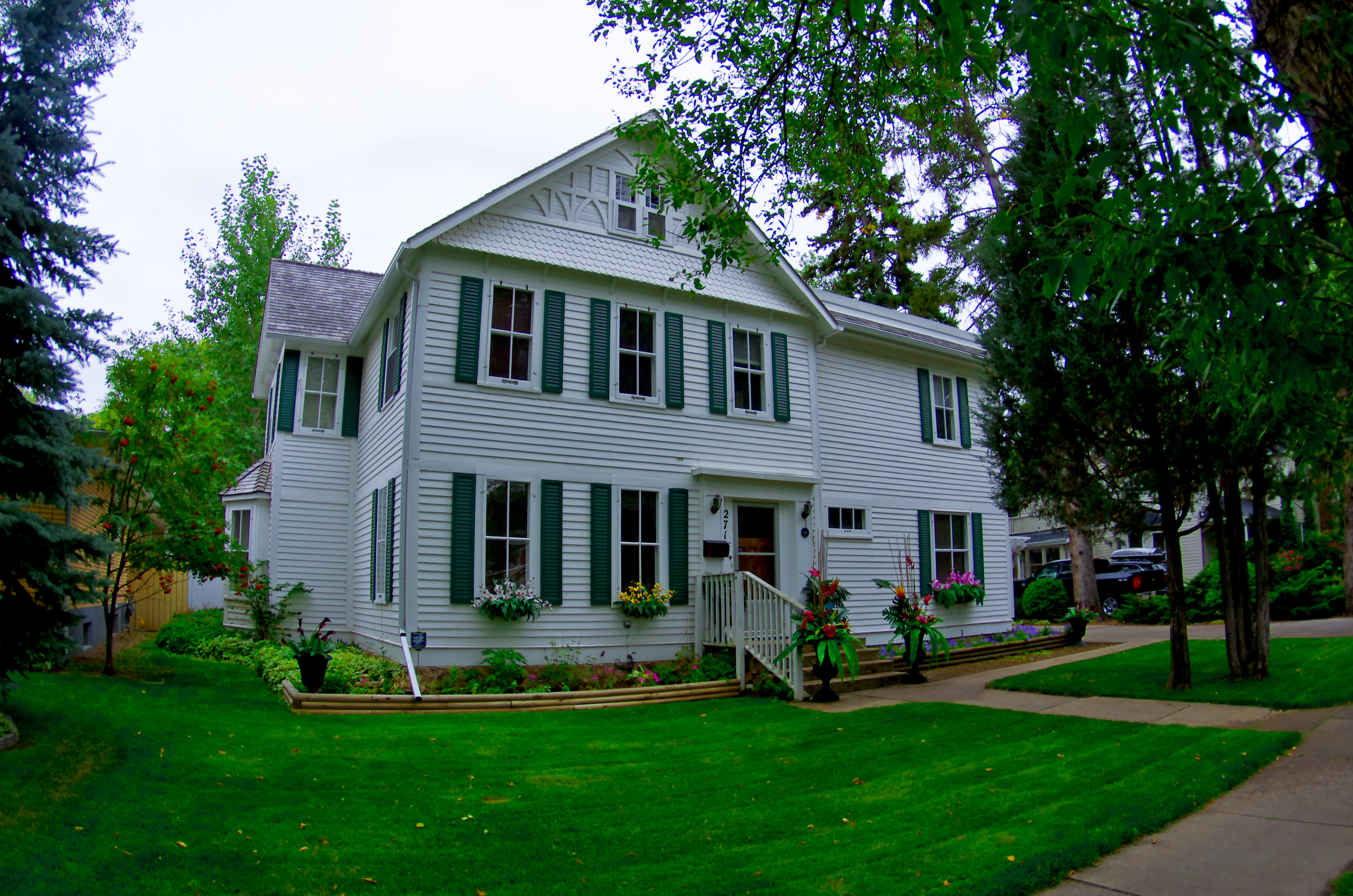
Кузінс-резиденс — національна пам'ятка історії (2012)
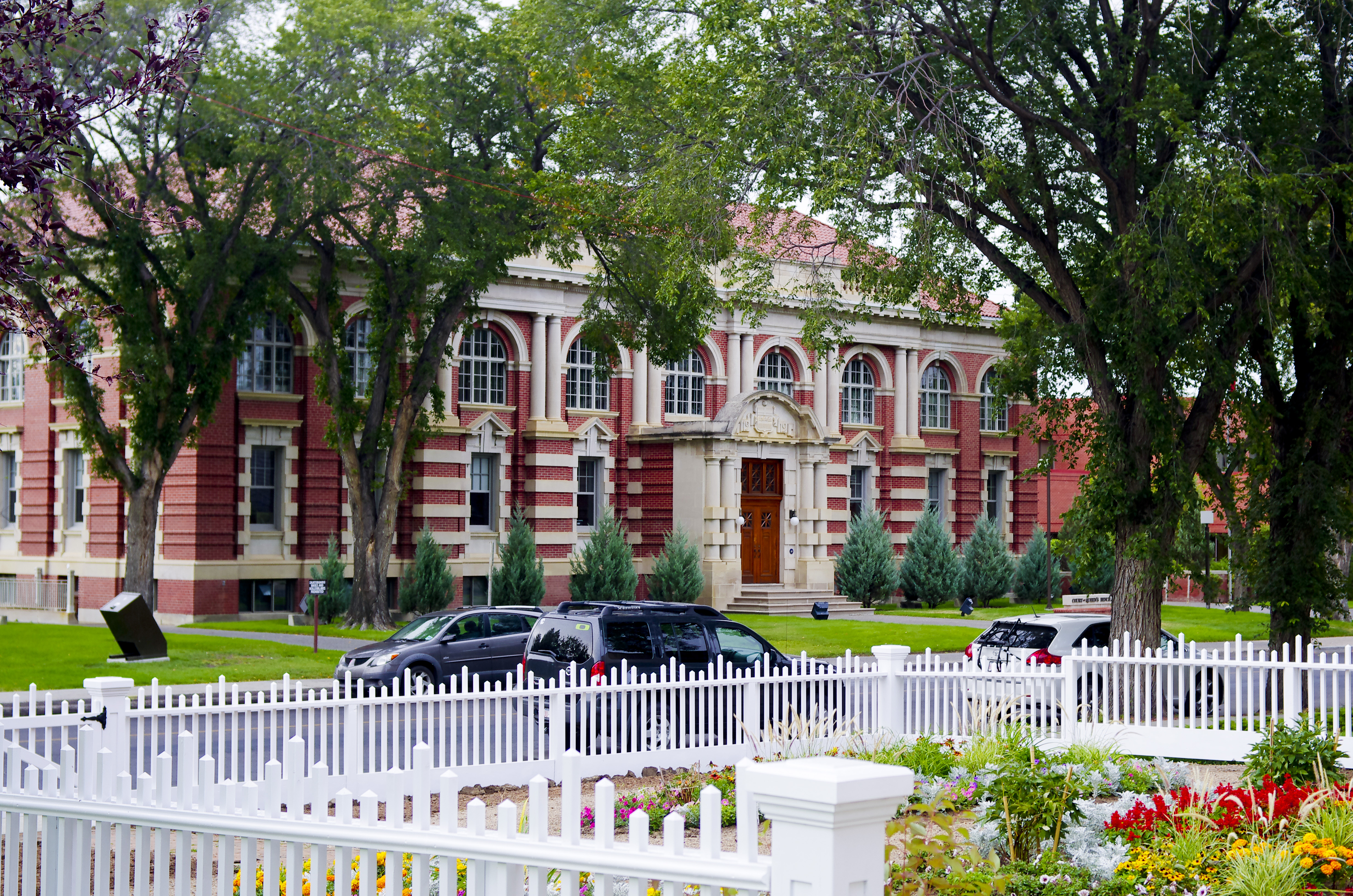
Будівля суду — національна пам'ятка історії (2012)